# Championnat de Belgique de football de troisième division
Cet article traite uniquement de la compétition masculine. Pour la compétition féminine, voir Championnat de Belgique féminin de football de D3.
Le championnat de Belgique de football de Division 3, dont le nom officiel est D1 ACFF ou VV, constitue le troisième niveau du football en Belgique. Il est constitué de seize équipes de statut amateur, issues des trois communautés : francophone, néerlandophone et germanophone. Ce niveau est créé en prévision de la saison 1926-1927 et réformé lors des exercices 2016-2017 et 2024-2025.

## Présentation
Ce championnat est organisé par l'URBSFA et se situe actuellement entre la Division 1B et la Division 2 ACFF ou VV.
Dans le football belge, la Nationale 1 est la plus haute division amateur. Contrairement aux deux séries qui lui sont supérieures, aucune licence n'est nécessaire. Seuls quelques impératifs aux niveaux des installations (stades, commodités et sécurité minimale) sont réclamés par la Fédération.
Ses équipes s'y rencontrent deux fois en matchs aller-retour entre août et mai. Une trêve a lieu pendant l'hiver, de la mi-décembre à la mi-janvier. Les clubs qui composent cette division forment la Ligue des Divisions 3.

## Historique
Avant la réforme des championnats lors de la saison 2016-2017, le championnat avait pour nom : Division 3 et comportait 4 séries (A, B, C et D). Avant la création du 4e niveau national, la Division 3 s'appelait Promotion. Elle comportait 3 séries de 1926-27 à 1930-31. À partir de la saison 1930-31, une quatrième série est ajoutée jusqu'en fin de saison 1951-52.
Durant la Seconde Guerre mondiale de nombreux clubs ne peuvent participer normalement et certaines séries comportent moins de 14 équipes, d'autres en totalisent plus. La Fédération belge de football résout le problème en annulant les relégations subies mais en maintenant les montées. C'est ainsi que pour la saison 1945-46, on dit que les séries « sont recomposées ». Certaines comptent 19 clubs. La compétition revient à la normale après deux saisons.
À partir de la saison 1992-1993, le championnat de Division 3 est découpé virtuellement en 3 parties appelées « périodes » (familièrement « tranches »). Initialement de 10 rencontres chacune, les périodes passent successivement à 11 puis 12 rencontres. Depuis la saison 2010-2011, les périodes sont, chronologiquement, de 10 puis deux fois 12 matches dans les séries à 18 équipes. L'équipe qui marque le plus de points lors d'une « tranche » est « championne de période » (« de tranche ») et qualifiée pour le Tour final de Division 3. Celui-ci se déroule en fin de saison et regroupe les champions de période et un barragiste de Division 2, généralement le 16e classé. Si un champion de période (ou « vainqueur de tranche ») est champion ou si un club a remporté plusieurs « tranches », il est alors remplacé par le deuxième du classement (par le troisième si le deuxième est déjà qualifié pour le Tour final et ainsi de suite). Cette règle entre en vigueur aussi si un club classé en ordre utile répond à un des critères d'exclusion du Tour final de Division 3 (pas de licence pour le football rémunéré, barragiste ou relégué). Un club qui, en fonction du classement général final termine à une place de relégué direct (17e ou 17e) ou qui est « barragiste » (16e) ne peut prendre part au Tour final de Division 3. Le Tour final de Division 3 est joué par matches à élimination directe joués en aller-retour. Un tirage au sort désigne l'ordre et la grille des rencontres. En règle générale, le 16e du classement général de chaque série est dit « barragiste ». C'est-à-dire qu'il est contraint de disputer des « Barrages » (anciennement « test-matches ») pour assurer son maintien au 3e niveau. Les barrages sont des rencontres à élimination directe dont l'ensemble forme le Tour final de Promotion, auquel prennent part les vainqueurs de « tranches » des quatre séries du 4e niveau national. Le Tour final de Promotion se joue par matches à élimination directe en une seule manche, sur le terrain de l'équipe tirée au sort en premier lieu. Ce système de « périodes », avec un Tour final en fin de saison, a été créé et appliqué par la Division 2 belge, juste après la création de la Ligue professionnelle, à partir de la saison 1974-1975. Le but était de désigner le second montant vers la Division 1.
Lors de la saison 2016-2017, le championnat de troisième division est réformé en une seule compétition de seize équipes francophones, néerlandophones et germanophones et rebaptisé "Division 1 amateur".
En juin 2020, le championnat est renommé "Nationale 1".
À partir de la saison 2024-2025, le championnat de Division 3 de Belgique est scindé en 2 parties distinctes : la Division 1 ACFF et la Division 1 VV. Ces deux nouvelles compétitions seraient composées de respectivement 12 équipes provenant à la fois de Nationale 1 existante, mais également des montées des divisions inférieures (Division 2 ACFF et Division 2 VV) et des relégations de la D1B.

## Organisation

### Groupe ACFF
| \| Union SG U23 Tubize Binche Virton Mons Stockay Tournai Rochefort Olympic · Sporting U23 Namur SL 16 FC Localisation des clubs engagés en Nationale 1 ACFF 2024-2025. \| |
| Union SG U23 Tubize Binche Virton Mons Stockay Tournai Rochefort Olympic · Sporting U23 Namur SL 16 FC Localisation des clubs engagés en Nationale 1 ACFF 2024-2025.       |

| Club                                      | Dernière montée | Entraîneur          | Stade                    | Capacité théorique | Nombre de saisons en 2024-2025 |
| ----------------------------------------- | --------------- | ------------------- | ------------------------ | ------------------ | ------------------------------ |
| SL16 Football Campus                      | 2024            | Sébastien Grandjean | SL16 Football Campus     | 2 000              | 1re                            |
| Zebra Elite Charleroi                     | 2022            | Hicham El Alaoui    | Stade de la Neuville     | 12 164             | 3e                             |
| Union Royale Namur                        | 2023            | David Vandenbroeck  | Stade ADEPS              | 2 500              | 54e                            |
| Royal Excelsior Virton                    | 2023            | Pascal Carzaniga    | Stade Yvan Georges       | 4 600              | 21e                            |
| Olympic Club de Charleroi                 | 2020            | Abder Ramdane       | Stade de la Neuville     | 12 164             | 42e                            |
| Royale Union St-Gilloise « B »            | 2013            | Gaëtan Englebert    | Stade Joseph Marien      | 8 081              | 1re                            |
| Royal Football Club Tournai               | 2023            | Francky Cieters     | Stade Luc Varenne        | 7 552              | 36e                            |
| Royal Racing Club Stockay-Warfusée        | 2024            | Stéphane Demets     | Stade Rue Joseph Wouters | 1 000              | 1re                            |
| Union Rochefortoise                       | 2024            | Jeffrey Rentmeister | Stade du Parc des Roches | 1 000              | 1re                            |
| Royale Union Sportive Binche              | 2022            | Fabrice Silvagny    | Stade Aimé Vachaudez     | 1 000              | 1re                            |
| Renaissance Albert Elisabeth Club de Mons | 2024            | Dante Brogno        | Stade Charles Tondreau   | 6 000              | 65e                            |
| Royale Union Tubize Braine-le-Comte       | 2024            | Dražen Brnčić       | Stade Edmond Leburton    | 8 100              | 6e                             |

### Groupe VV
| \| Gent U23 Antwerp U23 Leuven U23 Knokke Hoogstraten Dessel Heist Tessenderlo Tirlemont Cappellen Bilzen Ninove Hasselt Lyra-Lierse Merelbeke Cercle U23 Localisation des clubs engagés en Nationale 1 VV 2024-2025. \| |
| Gent U23 Antwerp U23 Leuven U23 Knokke Hoogstraten Dessel Heist Tessenderlo Tirlemont Cappellen Bilzen Ninove Hasselt Lyra-Lierse Merelbeke Cercle U23 Localisation des clubs engagés en Nationale 1 VV 2024-2025.       |

| Club                                   | Dernière montée | Entraîneur          | Stade                      | Capacité théorique | Nombre de saisons en 2024-2025 |
| -------------------------------------- | --------------- | ------------------- | -------------------------- | ------------------ | ------------------------------ |
| Young Reds Antwerpen                   | 2023            | Stef Wils           | Stade Herman Vanderpoorten | 14 538             | 3e                             |
| Jong Atletische Associatie Gent        | 2023            | Thomas Matton       | Stade Chillax Arena        | 6 500              | 3e                             |
| Oud-Heverlee Leuven « U23 »            | 2020            | Eddy Vanhemel       | Stade Julien Bergé         | 7 100              | 3e                             |
| Royal Cappellen Football Club          | 2023            | Bart De Roover      | Stade Jos Van Wellen       | 3 500              | 37e                            |
| Royal Knokke Football Club             | 2020            | Jannes Tant         | Leopold Lippens Park       | 2 000              | 20e                            |
| Koninklijke Voetbal Klub Tienen        | 2020            | Karel Keleman       | Stade Julien Bergé         | 7 100              | 48e                            |
| Koninklijke Football Club Dessel Sport | 2017            | Jo Christiaens      | Stade Armand Melis         | 4 284              | 30e                            |
| Hoogstraten Voetbal Vereniging         | 2022            | Frank Belmans       | Sportcomplex Seminarie     | 5 000              | 28e                            |
| Koninklijke Sportkring Heist           | 2017            | Yves Van Borm       | Heist sportcentrum         | 7 000              | 13e                            |
| Kon. V. V. THES Sport Tessenderlo      | 2019            | Johan Laurissen     | Tessenderlo sportcentrum   | 7 000              | 7e                             |
| Jong Cercle U23                        | 2024            | Jimmy De Wulf       | Stade Ridderfort           | 1 000              | 1re                            |
| Koninklijke Sporting Hasselt           | 2024            | Frédéric Frans      | Stedelijk Sportstadion     | 8 800              | 14e                            |
| Koninklijk Lyra-Lierse                 | 2024            | Patrick Van Houdt   | Stade Luc De Rijk          | 800                | 7e                             |
| Koninklijk Voetbal Klub Ninove         | 2024            | Dave Van Waes       | Stade De Kloppers          | 600                | 11e                            |
| Koninklijke Football Club Merelbeke    | 2024            | Bart Van Renterghem | Moerkensheide Park         | 600                | 1re                            |
| Belisia Sport Vereninging Bilsen       | 2024            | Rudi Lambrechts     | Katteberg Sportpark        | 600                | 1re                            |

### Phase classique
Le championnat est composé de seize équipes francophones, néerlandophones et germanophones. Ces équipes se rencontrent en matches aller/retour durant une phase classique de 30 matches entre les mois d'août et de mai.

### Phase finale
Au terme de la saison régulière de trente matchs, les quatre premiers disputent une phase finale appelée "Play-offs". Selon le même principe que celui adopté en D1A, les points obtenus par ces quatre équipes lors de la phase classique sont divisés en deux et arrondis à l’unité supérieure si nécessaire pour obtenir un nombre entier. Les quatre équipes s'affrontent lors de matchs aller/retour. L’équipe comptabilisant le plus de points au terme des six journées est sacrée championne et monte en D1B.

### Promotion en D1B
Si le champion n'est pas en possession de la licence nécessaire, il ne peut pas être promu en D1B et laisse sa place à l'équipe la mieux classée derrière lui.

### Relégation en Division 2 ACFF ou VV
Les trois derniers classés au terme de la phase classique sont relégués en Division 2 ACFF ou VV la saison suivante. Le club qui termine à la 13e place est dit “barragiste”, et doit assurer son maintien lors du “Tour final de D1 amateur" avec des formations de Division 2 ACFF ou VV .

#### Cas particuliers
Le principe de relégation directe et de désignation du “barragiste” peuvent subir des adaptions si un ou plusieurs clubs ne répondent plus aux conditions d’accès à la Nationale 1. Dans ce cas, le ou les cercles concernés seraient placés aux places de relégable directement .

### Critères de départage en cas d’égalité de points
1. Plus grand nombre de victoires
2. Plus grande différence de buts générale
3. Plus grand nombre de buts marqués
4. Plus grand nombre de buts marqués en déplacement

## Palmarès
Le palmarès ci-dessous renseigne les clubs champion de leur série respective lors des années concernées. Il n'y a jamais de titre « officiel » de Division 3 qui est attribué, même si pendant une période les champions de série jouent une finale pour le titre. Celui-ci reste purement honorifique.
L'ordre dans lequel les équipes sont listées au fil des saisons est celui des séries auxquelles ils ont participé (A-B-C puis A-B-C-D, puis A-B).
Pour rappel, les séries ont toujours eu, et ont toujours, une valeur identique d'un point de vue administratif. Elles sont composées sur la base de certains critères géographiques et en fonction du nombre de clubs issus des différentes régions du pays.

### Promotion
| Saisons   | Champions                                                                 |
| --------- | ------------------------------------------------------------------------- |
| 1926-1927 | Courtrai Sport CS Tongrois Fléron FC                                      |
| 1927-1928 | AS Renaisienne Vilvorde FC Tubantia FAC                                   |
| 1928-1929 | SK Roeselare Charleroi SC Racing FC Montegnée                             |
| 1929-1930 | CS Schaerbeek Belgica FC Edegem Excelsior FC Hasselt                      |
| 1930-1931 | AS Ostendaise Hoboken SK RC Tirlemont                                     |
| 1931-1932 | SV Blankenberghe VV Oude God Sport Union Hutoise FC Stade Waremmien FC    |
| 1932-1933 | CS Saint-Josse Cappellen FC Wallonia Association Namur Patria FC Tongres  |
| 1933-1934 | AA Termondoise Oude God Sport RRFC Montegnée AS Herstalienne              |
| 1934-1935 | VG Oostende FC Duffel US Centre SV Waterschei THOR                        |
| 1935-1936 | Union Hutoise FC Olympic de Charleroi Stade louvaniste SC Eendracht Aalst |
| 1936-1937 | Charleroi SC FC Wilrijk Vilvorde FC AS Renaisienne                        |
| 1937-1938 | Wezel Sport Excelsior FC Hasselt R. Racing CB AS Oostende KM              |
| 1938-1939 | Fléron FC CS Hallois RC Tournaisien Herentalsche SK                       |
| 1939-1940 | non terminée, non-officialisée                                            |
| 1940-1941 | non disputée                                                              |
| 1941-1942 | VW Hamme Verbroedering Geel CS Andennais Tongres SV Cercle                |
| 1942-1944 | R. FC Liégeois Stade Nivellois K Sint-Niklase SK Courtrai Sport           |
| 1943-1944 | CS Hallois RC Lokeren Union Royale Namur Beringen FC                      |
| 1944-1945 | non disputée                                                              |
| 1945-1946 | K. SC Menen VV Mol Sport Cappellen FC Stade Waremmien FC                  |
| 1946-1947 | FC Winterslag Gosselies Sport R. FC Bressoux SK Roeselare                 |
| 1947-1948 | R. US Tournaisienne R. CS Verviétois US Centre St-Truidense VV            |
| 1948-1949 | R. AEC Mons AS Oostende KM AS Herstalienne Union Hutoise FC               |
| 1949-1950 | FC Izegem AV Dendermonde K. Tubantia FC e K. Helzold FC                   |
| 1950-1951 | K. Daring Club Leuven R. RC de Gand SV Waterschei THOR Rupel SK           |
| 1951-1952 | Union Royale Namur RC Tournaisien Tubantia FC Tongerse SV Cercle          |

### Division 3
À partir de la saison 1952-1953, le 3e niveau national du football belge prend son nom actuel : Division 3. Comme précédemment, les deux séries qui la composent sont d'égale valeur administrative et le titre qui est éventuellement disputé en les deux champions de séries est purement honorifique.
| Saison    | Champions                                                               |
| --------- | ----------------------------------------------------------------------- |
| 1952-1953 | K Tubantia Borgerhout VK R. Uccle Sport                                 |
| 1953-1954 | KFC Izegem SRU Verviers                                                 |
| 1954-1955 | K. FC Herentals R. RC Tournaisien                                       |
| 1955-1956 | Cercle Bruges Patro Eisden                                              |
| 1956-1957 | FC Diest K. SC Eendracht Aalst                                          |
| 1957-1958 | R. FC Renaisien R. FC Sérésien                                          |
| 1958-1959 | Racing Club Bruxelles K. OLSE Merksem                                   |
| 1959-1960 | KV Turnhout Union Royale Namur                                          |
| 1960-1961 | AS Ostende KM K. FC Herentals                                           |
| 1961-1962 | K. RC Mechelen R. Crossing Cl. Molenbeek                                |
| 1962-1963 | SV Waregem K. Boom FC                                                   |
| 1963-1964 | SV Waterschei THOR K. St-Niklaase SK                                    |
| 1964-1965 | K Willebroekse SV R. FC Sérésien                                        |
| 1965-1966 | K. RC Mechelen SK Beveren                                               |
| 1966-1967 | R. RC Tournaisien R. RC Tirlemont                                       |
| 1967-1968 | KV Turnhout K. SV Cercle Brugge                                         |
| 1968-1969 | K. RC Mechelen KSV Sottegem                                             |
| 1969-1970 | R. AA Louvièroise AS Eupen                                              |
| 1970-1971 | K. SK Tongeren K. Boom FC                                               |
| 1971-1972 | KSC Lokeren FC Winterslag                                               |
| 1972-1973 | K. OLSE Merksem SC AS Oostende KM                                       |
| 1973-1974 | SV Waterschei THOR K. VG Oostende                                       |
| 1974-1975 | K. AA Gent K Patro Eisden                                               |
| 1975-1976 | Royale Union AS Eupen                                                   |
| 1976-1977 | Eendracht Alost K. SC Hasselt                                           |
| 1977-1978 | VC Rotselaar K. RC Harelbeke                                            |
| 1978-1979 | Racing Jet Bruxelles Hoeselt VV                                         |
| 1979-1980 | K. SV Oudenaerde R. FC Sérésien                                         |
| 1980-1981 | K. Stade Leuven Witgoor Sport Dessel                                    |
| 1981-1982 | K. St-Niklaase SK VV Overpelt Fabriek                                   |
| 1982-1983 | Racing Jet Bruxelles K Wuustwezel FC                                    |
| 1983-1984 | Royale Union K Patro Eisden                                             |
| 1984-1985 | R. AEC Mons K. FC Verbr. Geel                                           |
| 1985-1986 | K. RC Harelbeke FC Assent                                               |
| 1986-1987 | FC Eeklo KFC Lommel SK                                                  |
| 1987-1988 | K. Stade Leuven KFC Germinal Ekeren                                     |
| 1988-1989 | K. St-Niklaase SK KFC Zwarte Leeuw                                      |
| 1989-1990 | K. RC Harelbeke KV Turnhout                                             |
| 1990-1991 | R. Excelsior Mouscron RFC Sérésien                                      |
| 1991-1992 | KV Ostende K. Beerschot VAV                                             |
| 1992-1993 | KM SK Deinze VC Westerlo                                                |
| 1993-1994 | R. AA Louvièroise K Patro Eisden                                        |
| 1994-1995 | R. Cappellen FC K. FC Tielen                                            |
| 1995-1996 | Olympic Charleroi R. Tilleur-FC Liège (RTFCL)                           |
| 1996-1997 | K. FC VW Hamme K. FC Dessel Sport                                       |
| 1997-1998 | K. SV Roeselare K. FC Herentals                                         |
| 1998-1999 | KSV Ingelmunster K. VK Tienen                                           |
| 1999-2000 | KFC Strombeek R. AEC Mons                                               |
| 2000-2001 | K. SK Ronse R. Excelsior Virton                                         |
| 2001-2002 | SV Zulte Waregem AS Eupen                                               |
| 2002-2003 | K. Berchem Sport AFC Tubize                                             |
| 2003-2004 | Red Star Waasland Royale Union SG                                       |
| 2004-2005 | YR KV Mechelen K. VSK United Overpelt-Lommel                            |
| 2005-2006 | FC Verbroedering Dender Eendracht Hekelgem (FCV Dender EH) K. VK Tienen |
| 2006-2007 | R. FC Tournai R. Olympic Cl. Charleroi-March.                           |
| 2007-2008 | K. SK Ronse R. FC Liège                                                 |
| 2008-2009 | Standaard Wetteren KV Turnhout                                          |
| 2009-2010 | K. SK Heist R. CS Visé                                                  |
| 2010-2011 | Eendracht Alost White Star Woluwe                                       |
| 2011-2012 | R. Mouscron-Péruwelz K. FC Dessel Sport                                 |
| 2012-2013 | Hoogstraten VV Royal Excelsior Virton                                   |
| 2013-2014 | K. RC Mechelen KV Woluwe-Zaventem                                       |
| 2014-2015 | K. VV Coxyde R. Capellen FC                                             |
| 2015-2016 | KFC Vigor Wuitens Hamme FCO Beerschot Wilrijk                           |

### Division 1 amateur
| Saison    | Champion               |
| --------- | ---------------------- |
| 2016-2017 | KFCO Beerschot Wilrijk |
| 2017-2018 | R. Knokke FC           |
| 2018-2019 | R. Excelsior Virton    |
| 2019-2020 | KMSK Deinze            |

### Nationale 1
| 2020-2021                | Saison annulée pour cause de Covid-19 | Saison annulée pour cause de Covid-19 | Saison annulée pour cause de Covid-19 | Saison annulée pour cause de Covid-19 |                     |                     |
| 2021-2022                | FCV Dender EH                         | FCV Dender EH                         | FCV Dender EH                         | FCV Dender EH                         |                     |                     |
| 2022-2023                | K. Patro Eisden Maasmechelen          | K. Patro Eisden Maasmechelen          | K. Patro Eisden Maasmechelen          | K. Patro Eisden Maasmechelen          |                     |                     |
| 2023-2024                | RAAL La Louvière                      | RAAL La Louvière                      | RAAL La Louvière                      | RAAL La Louvière                      |                     |                     |
| Nationale 1 régionalisée |                                       |                                       |                                       |                                       |                     |                     |
| Saison                   | Champion ACFF                         | Champion VV                           |                                       |                                       |                     |                     |
| 2024-2025                | Olympic Club de Charleroi             | KAA La Gantoise U23                   | KAA La Gantoise U23                   | KAA La Gantoise U23                   | KAA La Gantoise U23 | KAA La Gantoise U23 |

## Participations
Le record de participation au 3e niveau national est détenu par le RAEC Mons avec une présence de 65 saisons.